# Professional Chess Association
| Garri Kasparov, 1993. |  | Nigel Short, 1988. |
| Garri Kasparov, 1993. |  | Nigel Short, 1988. |

Professional Chess Association (PCA) var ett brittiskt idrottsförbund inom schack. Det grundades 1993 av den ryske regerande världsmästaren Garri Kasparov och den brittiske utmanaren Nigel Short i syfte att arrangera deras titelmatch världsmästerskapet i schack 1993, som spelades i teatern Savoy Theatre i London i England i Storbritannien.

## Historik

### Världsmästerskapet i schack 1993
Idrottsförbundet grundades på grund av en konflikt mellan de nämnda spelarna och det internationella världsschackförbundet Fide. Vid den tidpunkten var det praxis att spelarna och förbundet skulle komma överens om vart de ville spela titelmatchen. Fide beslutade dock att kringgå detta och meddelade att den skulle spelas i Manchester i England i Storbritannien. De erbjöd också mindre pott med prispengar än förväntat. Kasparov och Short sa nej till detta och beslutade att grunda PCA och att titelmatchen skulle spelas i Savoy i London under september och oktober 1993. De hade också fått dagstidningen The Times att vara den stora sponsorn till evenemanget. Kasparov vann över Short med 12,5–7,5 och erhöll världsmästartiteln, som gick under namnet PCA World Chess Champion.
Fide hade i mars samma år fråntagit Kasparov världsmästartiteln och senare skede också fråntagit elo-ratingen från de båda på grund av att de startade utbrytarorganisationen. Fide anordnade istället en annan titelmatch mellan ryssen Anatolij Karpov och nederländaren Jan Timman, de två som Short hade just besegrat för att få spela titelmatchen mot Kasparov.

### Världsmästerskapet i schack 1995

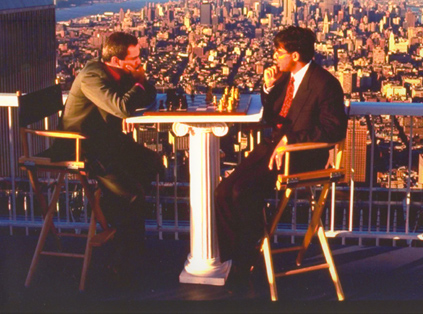
Garri Kasparov och Viswanathan Anand under världsmästerskapet i schack 1995.

Mellan 1993 och 1995 anordnade PCA sina egna schackturneringar och kandidatmatcher, precis som Fide gör vid världsmästerskap. PCA:s kandidatmatcher vanns av indiern Viswanathan Anand. Världsmästerskapet i schack 1995 ägde rum på 107:e våningen i södra tornet av World Trade Center i New York, New York i USA i september och oktober 1995. Sponsorn för titelmatchen var det amerikanska elektronikföretaget Intel. Även denna gång vann Kasparov när han besegrade Anand med 10,5–7,5.

### Slutet
I januari 1996 meddelade Intel att de skulle avbryta sitt sponsoråtagande till PCA. Det spekulerades om att Intel gjorde det efter att Kasparov hade sagt ja till att spela schackmatcher mot schackdatorn Deep Blue, som hade utvecklats av Intels konkurrent IBM. Månaden efter bekräftade Kasparov att det var så fallet. År 2002 tog Kasparov dock tillbaka det och hävdade bara att Intel valde inte förlänga sponsorkontraktet efter att schack som sport hade vid den tidpunkten tappat i popularitet och var inte i Intels intresse längre. Senare under 1996 upphörde PCA att existera som schackförbund, dock fortsatte deras världsmästartitel att vara aktiv.
PCA brukade stå för "klassiskt schack" och vinnarna kallades då "klassiska mästare". Världsmästerskapet i schack 2006 vann ryssen Vladimir Kramnik, som var regerande klassisk mästare, över bulgaren Veselin Topalov, som var regerande världsmästare hos Fide. Efter att mästerskapet avslutades då beslutades det om att de två världsmästartitlarna skulle slås samman.